# 佐藤進一
佐藤 進一（さとう しんいち、1916年11月25日 - 2017年11月9日）は、日本の歴史家。専門は、日本中世史・中世法制史・古文書学。学位は、文学博士（1961年）（学位論文（学位論文「鎌倉時代より南北朝時代に至る守護制度の研究」）。中央大学名誉教授。東京大学教授・名古屋大学教授を歴任。

## 来歴
新潟県中蒲原郡新津町（現・新潟市秋葉区）生まれ。旧制新潟県立三条中学校4年修了後、1936年3月に旧制新潟高等学校文科甲類を卒業。同年4月に東京帝国大学文学部入学。1939年3月に東京帝国大学文学部卒業。卒業論文は「鎌倉幕府訴訟制度の分化」であった。
同年4月に東京帝国大学史料編纂所第十編部に採用される。1941年4月に第五編部に異動となるが、翌1942年9月に応召して、東部第28部隊に入隊した。
終戦後の1946年9月、史料編纂所に復職し、1948年2月から1954年3月まで史料編纂所文部事務官。1949年4月に法政大学文学部兼任講師（1975年まで）となる。同年8月には名古屋大学文学部併任助教授に就任した。1953年4月に東京大学文学部助教授に転じる。1954年4月から1969年3月まで史料編纂所に併任となる。1961年12月、「鎌倉時代より南北朝時代に至る守護制度の研究」により文学博士の学位を授与される。1962年4月、東京大学文学部教授に昇進。1970年10月、東京大学文学部教授を辞職し、1971年11月に名古屋大学文学部教授。1977年4月、中央大学文学部教授に就任し、10年後の1987年4月に定年退職した。

## 著作
- 『鎌倉幕府訴訟制度の研究』（畝傍書房、1943年／岩波書店、1993年）
- 『鎌倉幕府守護制度の研究 諸国守護沿革考証編』（要書房、1948年／東京大学出版会、1971年、増訂1983年）。オンデマンド版2011年
- 『南北朝の動乱』中央公論社〈日本の歴史 9〉、1965年。新版・中公バックス、1971年／中公文庫、1974年、改版2005年。
- 『室町幕府守護制度の研究』（上・下、東京大学出版会、1967年-1988年）。オンデマンド版2011年
- 『古文書学入門』（法政大学出版局、1971年、新版1997年、2003年）
- 『足利義満 国家の統一に賭けた生涯』＜日本を創った人びと11・日本文化の会編＞（平凡社 1980年）
  - 改訂版『足利義満 中世王権への挑戦』（平凡社ライブラリー、1994年）
- 『日本の中世国家』（岩波書店、1983年、新版2001年／岩波現代文庫、2007年／岩波文庫、2020年）
- 『花押を読む』（平凡社、1988年／平凡社ライブラリー、2000年）
- 『日本中世史論集』（岩波書店、1990年）

### 共著
- 網野善彦、笠松宏至『日本中世史を見直す』（悠思社、1994年、平凡社ライブラリー、1999年）

## 共編著
- 『中世法制史料集』（1～3巻、岩波書店、1955〜1965年）、他に別巻、1978年
『中世法制史料集』（4～6巻、百瀬今朝雄・笠松宏至と共編、1998〜2005年）
- 『日本思想大系 中世政治社会思想』（上下、岩波書店、1994年）
（石井進・笠松宏至・石母田正・勝俣鎮夫）
- 『大乗院寺社雑事記紙背文書 国立公文書館所蔵』
（第1．2巻、勉誠出版、2002年、2006年、笠松宏至・永村真編）